# Nicolao Civitali
Nicolao o Niccolao Civitali (Lucca, 1482 – Lucca, dopo il 1560) è stato uno scultore e architetto italiano del XVI secolo; come molti artisti del suo tempo, fu anche ingegnere.

## Biografia
Figlio di Matteo Civitali, fu attivo a Lucca e in Toscana costruendo, tra gli altri, palazzo Bernardini, palazzo Giglio, attuale sede della Cassa di risparmio nella città di Lucca e la villa Sinibaldi, ora Pagliai, a Massa Pisana, frazione di Lucca.
Fu padre dello scultore e architetto Vincenzo Civitali.